# Waldburg-Trauchburg

Stemma di Waldburg

Waldburg-Trauchburg fu una Contea situata nel Sud-Est del Baden-Württemberg, in Germania. Waldburg-Trauchburg era una partizione derivata dal Waldburg e venne divisa molte volte, prima di essere definitivamente compresa nella Contea di Waldburg-Zeil (un'altra divisione di Waldburg) nel 1772.

## Regnanti di Waldburg-Trauchburg (1429-1772)

### Signori di Waldburg-Trauchburg (1429–1628)
- 1429-1460: Jackob I
- 1460–1505: Johann, figlio del precedente
- 1505–1505: Jackob II, figlio del precedente
- 1505–1557: Wilhelm il Vecchio, fratello del precedente, padre del vescovo Ottone di Augusta
- 1557–1566: Wilhelm il Giovane, figlio del conte Wilhelm il Vecchio, padre dell'elettore Gebhard di Colonia
- 1566-1570: Friedrich, figlio del conte Wilhelm (il giovane)
- 1570–1593: Carlo, fratello del precedente
- 1593–1612: Christoph, il fratello precedente, risiedeva a Friedberg e Scheer dal 1566
- 1612–1628: Federico I, figlio del precedente, dal 1628 conte imperiale

### Conti di Waldburg-Trauchburg (1628–1772)
- 1628–1636: Federico I
- 1636–1687: Johann Ernst I, figlio del conte Federico I
- 1687–1717: Christoph Franz, figlio del precedente
- 1717–1737: Johann Ernst II, figlio del precedente
- 1737–1744: Friedrich Marquard, figlio del precedente
- 1744–1772: Franz Karl Eusebius, fratello del precedente, dal 1742 Principe Vescovo di Chiemsee

Estinzione della linea maschile della casata, passaggio del titolo ai Waldburg-Zeil